# The Sims 4: Get to Work
The Sims 4: Get to Work ili Get to Work prvi je paket za proširenje strateške računalne igre za simulaciju života The Sims 4. Najavljen je 4. veljače 2015., a objavljen je u Sjevernoj Americi 31. ožujka, 2015. Uključuje četiri nove aktivne karijere; Detektiv, liječnik, znanstvenik i maloprodaja. U igri se također nalazi novo susjedstvo nazvano Šetalište magnolije gdje možete ići u kupovinu. Preuzima elemente iz The Sims 2: Open for Business i The Sims 3: Ambitions.

## Razvoj
- Nova osobina: otpor bolesti (osobina nagrade)
- New Life State: Alien
- Nova postignuća: Vanzemaljci među nama, odvedeni, zakačeni, dvostruki život, sve do znanosti, pacijenti su vrlina, savršena slika, komad kolača, vrlo posebna isporuka, obdukcija, smrt prodavača
- Nove opcije i interakcije s igrama: Muški sims i šminka, muška trudnoća, rođenje u bolnici, određivanje spola djeteta, lagana slušajuća radio stanica, vanzemaljski TV kanal, maloprodajno mjesto, kupnja maloprodaje, bilježnica, Sims i bolest, grickalice, maloprodajna vrijednost
- Nove vještine: pečenje, fotografija
- Nova četvrt: Šetalište magnolije
- Nove kolekcionarstvo: geode
- Nove karijere: detektiv, liječnik, znanstvenik
- Novi interaktivni objekti: Lutke, Digitalni fotoaparati, Foto studio